# نیکولای ایلیچ پودوویسکی
نیکولای ایلیچ پودوویسکی (روسی: Николай Ильич Подвойский؛ ۴ فوریه ۱۸۸۰ – ۲۸ ژوئیهٔ ۱۹۴۸) سیاست‌مدار و فرمانده نظامی اهل شوروی بود. وی برندهٔ جوایزی همچون نشان پرچم سرخ شده‌است.